# Новата (округ, Оклахома)
Шаблон:StateAbbr_ 36°47′ пн. ш. 95°37′ зх. д. / 36.79° пн. ш. 95.62° зх. д.
Округ  Новата (англ. Nowata County) — округ (графство) у штаті  Оклахома, США. Ідентифікатор округу 40105.

## Історія
Округ утворений 1907 року.

## Демографія
За даними перепису 
2000 року 
загальне населення округу становило 10569 осіб, зокрема міського населення було 4559, а сільського — 6010.
Серед мешканців округу чоловіків було 5197, а жінок — 5372. В окрузі було 4147 домогосподарств, 2991 родин, які мешкали в 4705 будинках.
Середній розмір родини становив 2,97.
Віковий розподіл населення поданий у таблиці:
| Стать    | До 15 років | 15-21 | 22-29 | 30-39 | 40-49 | 50-65 | 65-85 | Понад 85 |
| -------- | ----------- | ----- | ----- | ----- | ----- | ----- | ----- | -------- |
| Чоловіки | 1162        | 540   | 424   | 663   | 761   | 892   | 687   | 68       |
| Жінки    | 1098        | 465   | 393   | 687   | 769   | 886   | 893   | 181      |

## Суміжні округи
- Монтгомері, Канзас — північ
- Лабетт, Канзас — північний схід
- Крейг — схід
- Роджерс — південь
- Вашингтон — захід

## Виноски
1. ↑  U.S. Decennial Census. United States Census Bureau. Процитовано 21 лютого 2015.
2. ↑  Historical Census Browser. University of Virginia Library. Архів оригіналу за 11 серпня 2012. Процитовано 21 лютого 2015.
3. ↑  Forstall, Richard L., ред. (27 березня 1995). Population of Counties by Decennial Census: 1900 to 1990. United States Census Bureau. Процитовано 21 лютого 2015.
4. ↑  Census 2000 PHC-T-4. Ranking Tables for Counties: 1990 and 2000 (PDF). United States Census Bureau. 2 квітня 2001. Процитовано 21 лютого 2015.
5. ↑  State & County QuickFacts. United States Census Bureau. Архів оригіналу за 6 червня 2011. Процитовано 12 листопада 2013.(англ.) Наведено за англійською вікіпедією.
6. ↑  American FactFinder. Бюро перепису населення США. Архів оригіналу за 26 лютого 2012. Процитовано 31 січня 2008.

| США | Це незавершена стаття з географії США. Ви можете допомогти проєкту, виправивши або дописавши її. |